# تفسير التستري
تفسير التستري أحد كتب تفسير القران الكريم، ألفه أعلام التصوف السني في القرن الثالث الهجري سهل التستري، الكتاب عبارة عن أقوال لسهل، جمعها أبو بكر محمد بن أحمد البلدي، المذكور في أول الكتاب، الذي كان يقول كثيراً قال أبو بكر، سُئل سهل عن معنى كذا فقال: كذا. ثم ضمنها في هذا الكتاب ونسبها إليه. يتميز التفسير بصغر حجمه، فهو لا يضم تفسيرًا كاملًا لجميع آيات القران الكريم، وإنما هو تفسير لبعض آيات القران الكريم، وتعليقات كانت استجابه لاسئلة بعض تلامذة التستري، فكان فتفسيرًا مختصرًا كما هي طريقة أهل التصوف.

## أسلوب التفسير
يُعد التفسير من التفاسير التي تمثل التفسير الصوفى للقرآن الكريم، فمؤلفه له القدم الثابتة في مجال السلوك الصوفى القائم على أساس من الشريعة والاقتداء بالرسول، وقد تكلم على بعض آيات من القرآن مبينا ما ألهمه بشأنها. والناظر في التفسير يَلمح عليه دلائل التفسير الصوفى المستقيم، ويرى فيه تحقيق قول المؤلف: «أصولنا سبعة... التمسك بكتاب الله تعالى، والاقتداء بسنة رسول الله صلى‌ الله‌ عليه‌ وسلم، وأكل الحلال، وكف الأذى، واجتناب الآثام، والتوبة، وأداء الحقوق».
سار التستري في تفسيره بإطار القرآن، وعَرَّف ما قاله الأئمة أو كثير من الأئمة في تفسير الآيات، ولم يقم سهل بتفسير تقليدي للقران، حيث جمع ما استطاع جمعه من المعانى اللغوية والشرعية والأخلاقية والكونية، وما إلى ذلك من المجالات التي تحدث عنها القرآن. لقد تحدث عما أحس به من آثار وقوع الآية على قلبه، وما نضح به شعوره المؤمن في هذا المجال، ولم يقل إن هذا تفسير كما يقول المفسرون ولم يقل إنه التفسير الوحيد الذي لا تقبل الآية سواه. على أن سهل لم يقتصر في تفسيره على الجانب الإشارى من القرآن الكريم. وقد ذكر في أحيان كثيرة المعنى الظاهر للآية، والذي شاركه فيه أكثر المفسرين قبل أن يذكر المعنى الإشارى أو بعض ما يرى أنه المعنى الإشارى. وقد اقتصر في أحيان أخرى على المعنى الظاهر، ولم يتحدث عن معنى إشارى وفي أحيان أخرى اقتصر على المعنى الإشارى لوضوح المعنى الظاهر أو شهرته متداولا بين الناس.

## منهج التفسير
لم يتعرض التستري لتفسير القرآن آية آية، بل تكلم عن آيات محدودة ومتفرقة من جميع سور القرآن، وكان معظم هذه التفاسير إجابة عن أسئلة وُجهت إليه من أصحابه أو جلسائه. وقد افتتح جامع تفسير التستري بمقدمة احتوت على ما يلي: «وما من آية في القرآن إلا ولها أربعة معان، ظاهر وباطن وحد ومطلع، فالظاهر التلاوة، والباطن الفهم، والحد حلالها وحرامها، والمطلع إشراف القلب على المراد بها فقهاً من الله عز وجل. فالعلم الظاهر علم عام، والفهم لباطنه، والمراد به خاص»، ومن هذه العبارة يتبين أن سهل يرى أن الظاهر هو المعنى اللغوي الذي يعرفه الإنسان العربي، أما المعاني الباطنة فلا يعرفها إلا أهل الله بتعليم الله إياهم وإرشادهم. وحال التستري في ذلك حال كثير من الصوفية الذين قاموا بتفسير القرآن، معتمدين في ذلك على ما يسمى بعلم الإشارة، وهو علم ما في القران من أسرار عن طريق العمل به، وتأويل القران الكريم بغير ظاهر عباراته لإشارات خفية لا تظهر إلا لأرباب السلوك والتصوف وأهل الحقيقة أو المشاهدة، ويمكن الجمع بين هذه الإشارات وبين ظاهر الآية.
لم يقتصر سهل في تفسيره على المعاني الإشارية وحدها، بل يذكر أحياناً المعاني الظاهرة ثم يعقبها بالمعاني الإشارية، ويصرح أحيانًا بالمعنى الباطن وحده، دون أن يذكر المعنى الظاهر، وكان قليلاً ما يقتصر على المعنى الظاهر. ويصرح أحياناً بلفظ الإشارة، وحينما يتعرض للمعاني الإشارية لا يكون واضحاً في كل ما يقوله، بل تارة يأتي بالمعاني الغريبة التي نستبعد أن تكون مرادة لله تعالى، ثم يأتي بمعاني غريبة يمكن أن تكون من مدلول اللفظ، أو مما يشير إليه، ولا يذكر أنها من قبيل الباطن أو الظاهر. ولم يخلو تفسير التستري من القول بالمأثور، فقد ذكر فيه كثير من النقول عن الصحابة والتابعين، كما أن تفسير التستري يختلف اختلافا كاملاً عن تفسيرات المدارس الكلامية، وتفسيرات الباطنية، ويمكن الاستدلال على ذلك بأن التستري لا يؤول الآيات القرآنية المشيرة إلى ما قد يفهم من تشبيه كآيات الوجه واليدين تلك الآيات التي اضطرت العقليين إلى تأويلها وصرفها عن معناها الظاهر، كما أن التستري لا ينفي قواعد الشريعة، ولا يحول الآيات المتعلقة بها إلى معاني رمزية أو مجازية، كما أنه لا يجعل للمعاني المباشرة التي يشهد لها النص مركزًا ثانويًا، أو تابعًا لمعناها الإشاري، بل يجعل المعنى الأصلي أساسًا.
ويلاحظ علو نغمة الوعظ وتطهير القلوب وتزكية النفوس والتحلي بالأخلاق والفضائل في منهج سهل في تفسيره، ومن منهجه في تفسيره أنه يسلم بالحادثة التاريخية التي تتصل بالأحداث الماضية، ويستغلها في تأسيس معنى يهدف إلى مواطن العبرة والعظة للنفس الإنسانية، ويحيل بعض الموضوعات والظواهر الكونية إلى حالات أو مبادئ نفسية بغية ترقيق القلوب، وشحذ روحانيتها، باستخدام رموز معينة، فالبحر وأم القرى والبيت المعمور تشير إلى القلب، وكان دائم التحذير من البدع وأهلها.
ومما امتاز به تفسير التستري: أن حجم الكتاب يساعد طلبة العلم على قراءته، واحتوائه على رقائق وحكم ومواعظ كثيرة، وتقديمه بمقدمة تبين فيها منهجه في التفسير، واستشهاده برأي السلف والصحابة في تفسير بعض الآيات، وأن سهل لم يرد في تفسيره ما يدعم مذهب سياسيًا أو باطنيًا، كما يظهر ذلك من تفسيره، كما أن تفسير التستري يعتبر واحد من أهم تفاسير الصوفية. في حين يؤخذ على الكتاب أن التستري عند استشهاده بالحديث لم يكن من المسندين، لذلك غالبًا ما يأتي بأحاديث وأخبار مما اشتهر على ألسنة الناس، بغض النظر عن كونه ضعيف أو ما هو دون ذلك في الدرجة، أقواله دائمًا في غاية الإيجاز بل الإلغاز أحيانًا مما يجعل القارئ لا يستطيع فهمها مباشرة، عدم تفسيره للقرآن الكريم كاملاً.

## نسبة التفسير للتستري
أثناء تحقيق كتاب تفسير التستري، استوقف المحقق فيه أخبار وحوادث تتصل بسيرة التستري وحياته الروحية، حتى كاد يشك في نسبة التفسير إليه، لا سيما وأن فيه أيضًا خبر احتضاره، وأحداثًا وقعت بعد وفاته، كقصة عمرو بن الليث الذي توفي بعده بست سنوات أي سنة 289 هـ، وعلاوة على ذلك فيه شرح لبعض أقواله، وما أكثر ما يرد فيه: وسئل سهل، وقيل لسهل، وسمعته يقول.
إن وجود مثل هذه الأخبار والأقوال في هذا التفسير يدل على أن التستري لم يضع بنفسه هذا التفسير، ومع ذلك فإن ما فيه من أقوال وآراء يمثل أقواله وآراءه خير تمثيل، وتتجلى مصداقية ذلك في أن هذه الأقوال والآراء يمكن توثيقها من مصادر صوفية أخرى، وهذا ما قام به المحقق، ويتضح ذلك في الحواشي التي ذيل بها متن التفسير.
يعد أبو بكر البلدي من أهم الرجال الذين اهتموا اهتمامًا فائقًا بجمع أقوال التستري، ونجد اسمه يتكرر بكثرة في تفسير التستري، ومع ترجيح القول بأن أبا بكر البلدي هو من قام بجمع أقوال التستري المتعلقة بتفسير آيات القرآن، فإنه فاته ضمّ تفسير آيات أخرى، ومن يقرأ تفسير القرطبي يجد فيه أقوالًا للتستري في تفسير آيات لم ترد في تفسيره، ويرى كمال جعفر: «أن دور أبي بكر بالنسبة للتفسير إنما هو الرواية عن طريق والده أبي النصر. ولما كان التفسير مجرد تعليقات مقتضبة على بعض آيات القرآن في مناسبات مختلفة، فلا يستبعد أن يكون أبو بكر قد بوّبه ورتبه حسب السور، مطعما إياه ببعض الروايات التاريخية أو السيرة الشخصية لسهل».

## طبعات ودراسات الكتاب

### طبعات التفسير
للكتاب أكثر من طبعة معلومة مُحققة وهي:
- تفسير التستري، تحقيق محمود جيرة الله، تم طباعتها بالدار القافية للنشر مصر، سنة 1422 هـ - 2002.
- تفسير التستري، تحقيق محمد باسل عيون السود، تم طباعتها بدار الكتب العلمية بيروت، سنة 1423 هـ - 2002.
- تفسير القران الكريم لأبي محمد سهل بن عبد الله بي يونس بن علي بن عبد الله بن رافع التستري، تحقيق طه عبد الرؤوف سعد وسعد حسن محمد علي، تم طباعتها في دار الحرم للنشر، سنة 2004.
- تفسير التستري، تحقيق محمد باسل عيون السود، تم طباعتها بدار الكتب العلمية بيروت، سنة 2007.

### الدراسات على التفسير
أما الدراسات والمؤلفات التي أُلفت في كتاب تفسير التستري، أو كان تفسير التستري جزء منه فهي:
- من التراث الصوفي لسهل بن عبد الله التستري، دراسة وتحقيق الدكتور محمد كمال جعفر.
- التفسير والمفسرون" للدكتور محمد حسين الذهبي.
- من مناهج التفسير للدكتور الشحات السيد زغلول.
- مناهج المفسرين للدكتور منيع عبد الحليم محمود.
- التفسير بالرأي قواعده وضوابطه وأعلامه للدكتور محمد حمد زغلول.
- مناهل العرفان" للزرقاني.
- اعتقاد أئمة الهدى من الصوفية الجنيد بن محمد وسهل التستري أنموذجا للدكتور عبد الله بن صالح البراك.[7]
- أخطاء عقائدية في تفسير التستري إعداد سلام عمر حجازي إشراف محمود يوسف الشويكي.[8]
- شيخ العارفين الإمام التستري لمحمود التستري جيرة الله.[9]

## وصلات خارجية
- تحميل تفسير التستري المكتبة الشاملة
- تحميل تفسير التستري المكتبة الوقفية
- تصفح تفسير التستري المكتبة الشاملة نسخة محفوظة 27 أغسطس 2014 على موقع واي باك مشين.
- Tafsir al-Tustari